# 奔宁之路
奔宁之路（Pennine Way）是英国奔宁山脉上的一条国家步道，大部分位于英格兰，一小部分位于苏格兰，长268英里（431）。它从德比郡峰区北部的埃代尔出发，向北穿过约克郡谷地和诺森伯兰国家公园，结束于英蘇邊界内的柯克耶特姆。

## 历史

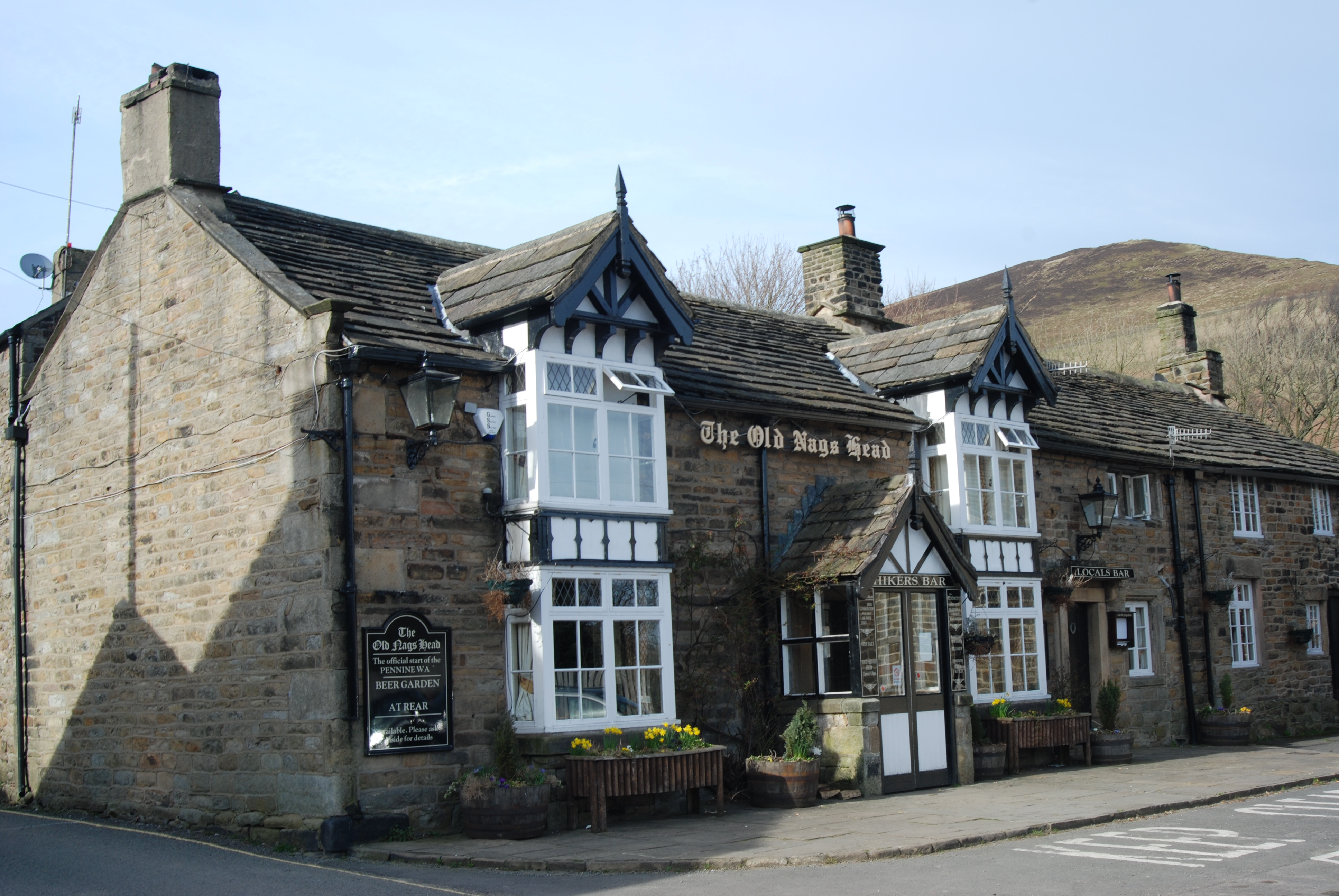
Old Nags Head，位于德比郡埃代尔，奔宁之路的起点。

建设这条路的想法来自记者、徒步爱好者汤姆·斯蒂芬森，灵感来源于美国的步道，尤其是阿帕拉契小徑。斯蒂芬森于1935年在《每日先驱报》的一篇文章中提出了这个概念，并开始游说议会。道路终点最初定在伍勒，后改为柯克耶索姆。1965年4月24日，该步道正式全部开放。开放前，英国陆军受邀测试这条线路，他们分成多个队伍，在一日内完成。
奔宁之路很受徒步爱好者欢迎。1990年，乡村委员会报告说，这条路上的步行者给沿线地方经济贡献了200万英镑，直接造就了156个就业岗位。

## 设施
国家步道机构的一项调查报告称，走完这条步道的步行者必须通过287个门、249个木梯、183个石梯和204座桥。其中319（198英里）的路线是公共人行道， 112（70英里）是公共马道，32（20英里）位于其他公路上。

## 记录
完成奔宁山脉的最快记录为2天10小时4分53秒，由约翰·凯利（John Kelly）于2021年5月15日至17日创下。
女子最快成绩为3天46分钟，由安娜·特鲁普（Anna Troup）于2021年8月14日至17日创下。